# 澳大利亞墨爾本聖殿
澳大利亞墨爾本聖殿（Melbourne Australia Temple）是耶穌基督後期聖徒教會的第90座聖殿。1998年，耶穌基督後期聖徒教會宣布將在墨爾本修建一座聖殿。墨爾本聖殿是澳大利亞的五座耶穌基督後期聖徒教會聖殿之一。1999年3月20日，墨爾本聖殿舉行奉獻儀式。聖殿面積5.98英畝（24,200平方）。

## 外部連結
- Official Melbourne Australia Temple page （页面存档备份，存于）
- Melbourne Australia Temple page